# Bicalutamide
Bicalutamide, được bán dưới tên thương hiệu Casodex và các tên khác, là một loại thuốc antiandrogen được sử dụng chủ yếu để điều trị ung thư tuyến tiền liệt. Nó thường được sử dụng cùng với một loại hormon tiết ra gonadotropin (tương tự GnRH) hoặc phẫu thuật loại bỏ tinh hoàn để điều trị ung thư tuyến tiền liệt cấp tính. Bicalutamide cũng có thể được sử dụng để điều trị tăng trưởng tóc ở phụ nữ, như là một thành phần của việc điều trị hormone cho phụ nữ chuyển giới, để điều trị dậy thì sớm ở nam giới và ngăn ngừa cương cứng quá lâu ở nam giới. Nó được đưa vào cơ thể thông qua đường miệng.
Tác dụng phụ thường gặp ở nam giới bao gồm sưng ngực, đau vú và nóng ran. Các tác dụng phụ khác ở nam giới bao gồm rối loạn chức năng giới tính và tình dục. Trong khi thuốc dường như gây ra ít tác dụng phụ ở phụ nữ, việc sử dụng ở phụ nữ không được khuyến cáo bởi Cơ quan Quản lý Thực phẩm và Dược phẩm (FDA). Sử dụng trong khi mang thai có thể gây hại cho em bé. Bicalutamide gây men gan cao ở khoảng 1% số người. Hiếm khi, nó có liên quan đến các trường hợp tổn thương gan, độc tính phổi, và nhạy cảm với ánh sáng. Mặc dù nguy cơ thay đổi gan bất lợi là nhỏ, nên theo dõi chức năng gan trong khi điều trị.
Bicalutamide là một thành viên của nhóm thuốc kháng andsteroidal (NSAA). Nó hoạt động bằng cách ngăn chặn các thụ thể androgen (AR), mục tiêu sinh học của các hormone giới tính androgen testosterone và dihydrotestosterone (DHT). Nó không làm giảm nồng độ androgen. Thuốc có thể có một số tác dụng giống như estrogen ở nam giới. Bicalutamide được hấp thu tốt và sự hấp thu của nó không bị ảnh hưởng bởi thức ăn. Nửa đời thải trừ của thuốc là khoảng một tuần. Người ta tin rằng vượt qua hàng rào máu-não và ảnh hưởng đến cả cơ thể và não.
Bicalutamide đã được cấp bằng sáng chế vào năm 1982 và được chấp thuận cho sử dụng y tế vào năm 1995. Nó nằm trong Danh sách các thuốc thiết yếu của WHO, những loại thuốc hiệu quả và an toàn nhất cần thiết trong một hệ thống y tế. Bicalutamide có sẵn dưới dạng thuốc gốc. Chi phí bán buôn ở các nước đang phát triển là khoảng US $ 7,07 đến US $ 144,22 mỗi tháng. Tại Hoa Kỳ, chi phí khoảng 10 đô la Mỹ trở lên mỗi tháng. Thuốc được bán tại hơn 80 quốc gia, bao gồm hầu hết các nước phát triển. Nó là loại thuốc chống ung thư được sử dụng rộng rãi nhất trong điều trị ung thư tuyến tiền liệt, và đã được chỉ định cho hàng triệu người đàn ông mắc bệnh.